# وایسکوگول
وایسکوگول (به لاتین: Weißkugel) یک کوه در اتریش است که در مالس واقع شده‌است. وایسکوگول ۳٬۷۳۹ متر بالاتر از سطح دریا واقع شده‌است.